# Wybory parlamentarne w Indonezji w 1982 roku
Wybory parlamentarne w Indonezji w 1982 roku odbyły się 4 maja. Były to trzecie wybory zorganizowane w kraju po przejęciu władzy przez gen. Suharto (czwarte w historii niepodległej Indonezji po wyborach z 1955, 1971 i 1977 roku). Do zdobycia w wyborach było 360 mandatów (kadencja trwała pięć lat) w liczącej 460 miejsc Izbie Reprezentantów. Pozostałe 100 miejsc było zarezerwowane dla przedstawicieli armii oraz osób wydelegowanych przez Suharto.

## Wyniki
| Ugrupowania                         | Liczba głosów | %     | Liczba mandatów |
| ----------------------------------- | ------------- | ----- | --------------- |
| Golkar                              | 48 334 724    | 64,34 | 242             |
| Zjednoczona Partia na rzecz Rozwoju | 20 871 880    | 27,78 | 94              |
| Indonezyjska Partia Demokratyczna   | 5 919 702     | 7,88  | 24              |
| Łącznie                             | 75 126 306    | 100%  | 360             |